# Oznaczenia polskich parowozów i tendrów
W niepodległej Polsce po I wojnie światowej wprowadzono własny jednolity system oznaczeń parowozów i tendrów eksploatowanych przez Polskie Koleje Państwowe, z uwagi na wielość posiadanych typów parowozów różnego pochodzenia. System oznaczeń parowozów normalnotorowych, opracowany w 1922 roku, przetrwał z uzupełnieniami do chwili obecnej. Pozwala on na zorientowanie się co do przeznaczenia parowozu, jego układu osi i pochodzenia. System oznaczeń taboru wąskotorowego, oparty na innych zasadach, zmieniał się kilkakrotnie, ostatecznie został ustalony w 1961 roku.

## Tabor normalnotorowy PKP

### Oznaczenia polskich parowozów normalnotorowych

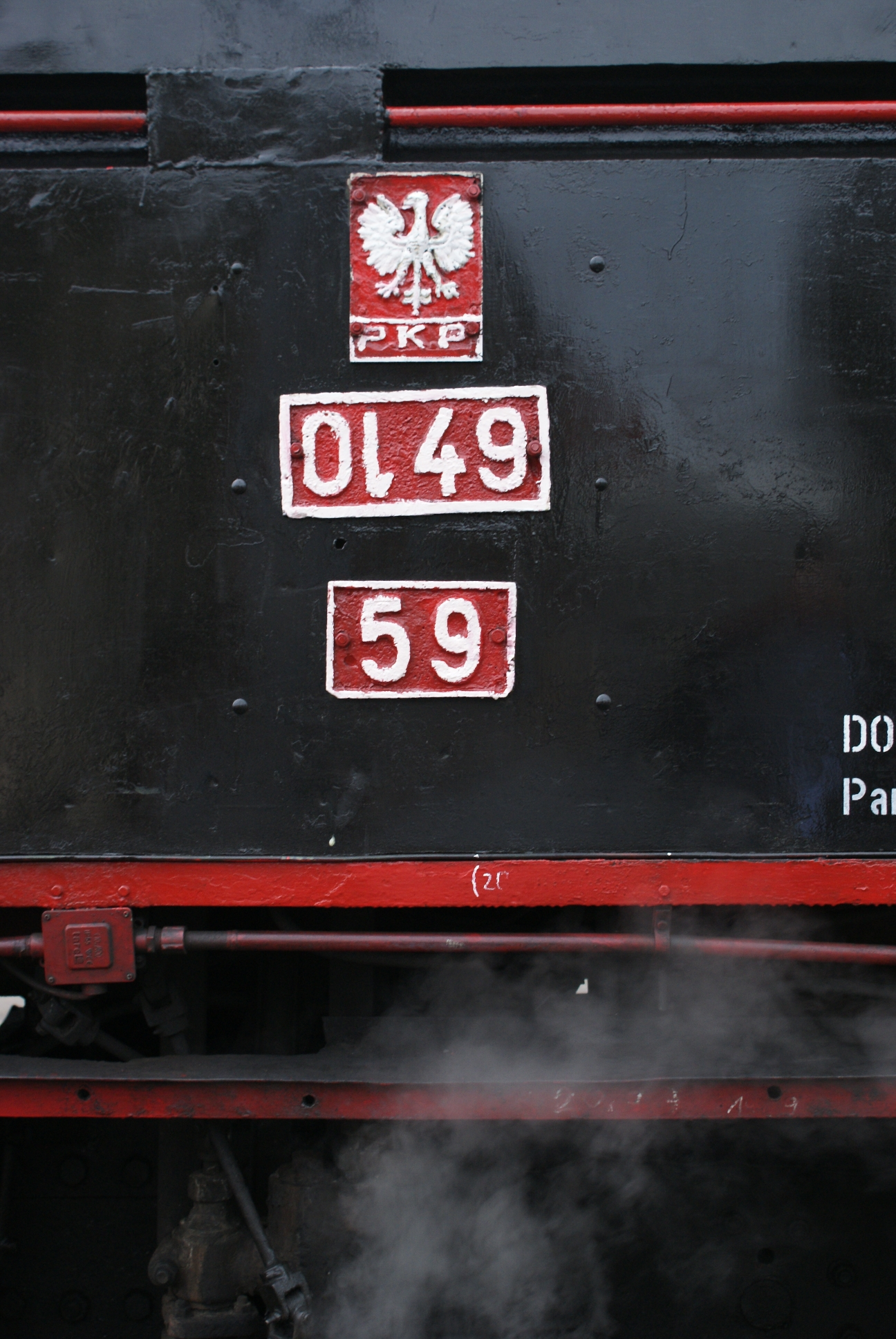
Tabliczka parowozu Ol49 59

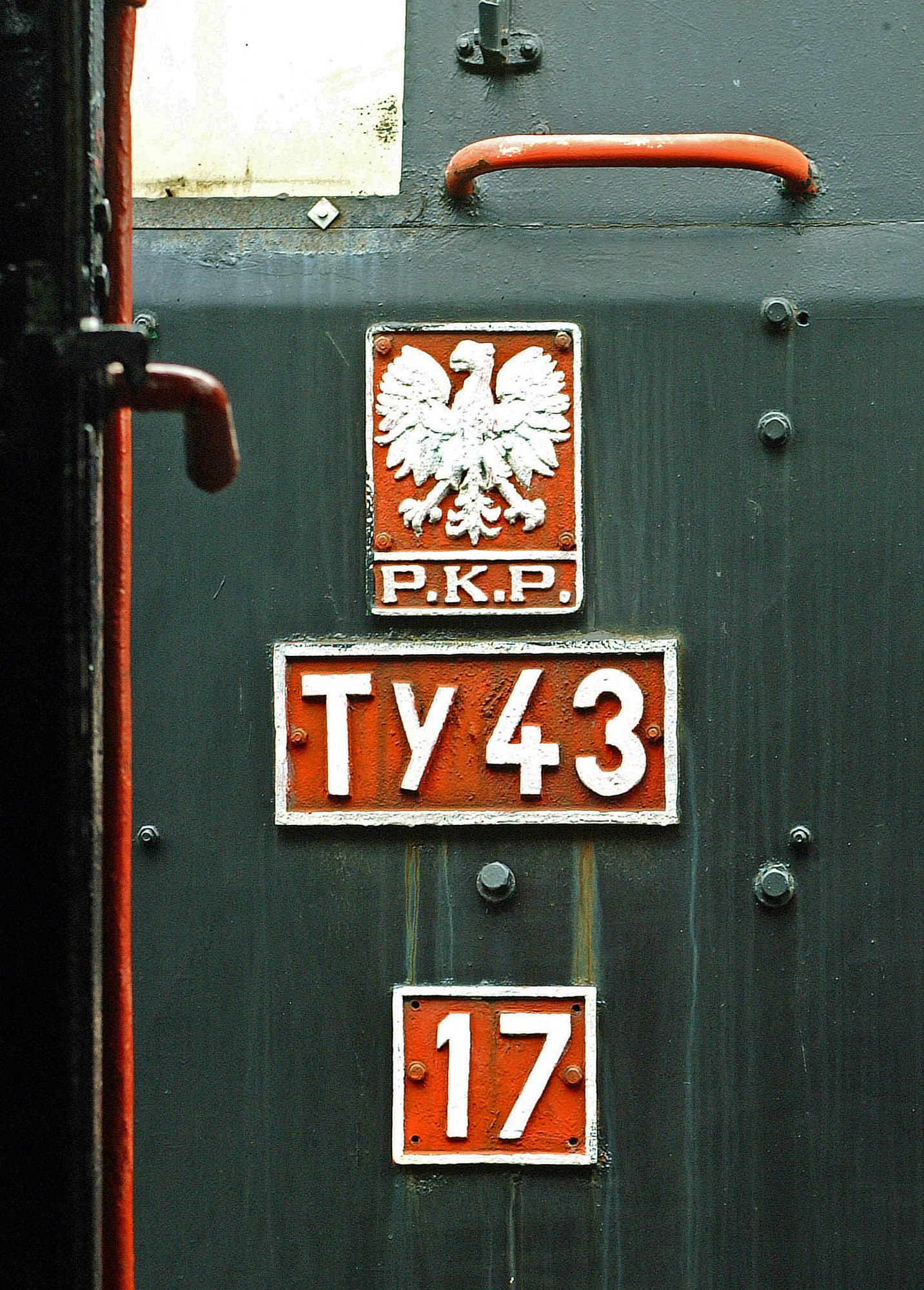
Tabliczka parowozu Ty43 17 z Muzeum Kolejnictwa w Warszawie.

Obowiązujący do dziś system oznaczania parowozów normalnotorowych oraz tendrów na PKP został wprowadzony rozporządzeniem Ministra Kolei Żelaznych  (MKŻ) z dnia 30 listopada 1922 r. Rzeczywiście jednak wszedł on do stosowania w latach 1923-1924, choć niektóre źródła podają lata 1923-1926. Wcześniej polskie parowozy nosiły oryginalne oznaczenia kolei krajów ich pochodzenia (pruskich, austriackich, rzadziej rosyjskich lub innych).
Pierwsza litera (zawsze wielka) oznacza rodzaj parowozu:
- O – osobowy, np. Ol49
- P – pospieszny, np. Pm36
- T – towarowy, np. Ty2

Opcjonalna druga duża litera K (od kusy, krótki) oznacza tendrzak, np. TKt48, OKz32, OKl27.
Ostatnia – druga lub trzecia litera (zawsze mała) oznacza symbol układu osi (im dalsza litera alfabetu, tym parowóz ma więcej osi napędnych i ewentualnie tocznych).
Liczba na końcu oznacza:
- 1-10 – parowóz pochodzenia niemieckiego, np. Ti3, Tp4, Tw1
- 11-19 – parowóz pochodzenia austriackiego, np. Ol12
- 20-99 – parowóz pochodzenia polskiego (liczba oznacza rok zatwierdzenia konstrukcji), np. Ty51
- 100 – seria grupująca nietypowe parowozy różnego pochodzenia otrzymane po II wojnie św.[1]
- 101-200 – parowozy innego pochodzenia, otrzymane przez PKP do roku 1939, np. Tr103
- powyżej 200 – parowozy  innego pochodzenia niż powyższe, otrzymane przez PKP po roku 1944, np. Tr203, Ty246.

W przypadku parowozów pochodzenia zagranicznego, każda seria jest oznaczona osobną liczbą, zwykle w kolejności chronologicznej, np. Tp1 – pruska seria G7¹, Tp2 – seria G7², Tp3 – seria G8, Tp4 – seria G8¹.
W parowozach przerobionych na bezogniowe po symbolu dodaje się literę b, np. TKi3b.
Odmienne oznaczenie 1U miała seria produkowanych w Polsce od podstaw parowozów bezogniowych.

### Polskie oznaczenia tendrów normalnotorowych
Oznaczenie składa się z dwóch liczb przedzielonych wielką literą np. 32D36
- dwie pierwsze cyfry określają pojemność zbiornika na wodę w metrach sześciennych (32D36)
- miejsce litery w alfabecie łacińskim oznacza liczbę osi (32D36):
  - C – 3 osie
  - D – 4 osie
  - E – 5 osi
- dwie lub trzy końcowe cyfry określają pochodzenie (32D36):
  - 1-10 – pochodzenia niemieckiego
  - 11-19 – pochodzenia austriackiego
  - 20-99 – pochodzenia polskiego (liczba oznacza rok zatwierdzenia konstrukcji)
  - 100-200 – innego pochodzenia, otrzymane przez PKP do II wojny światowej
  - powyżej 200 – innego pochodzenia niż powyższe, otrzymane przez PKP po II wojnie światowej.

I tak np. oznaczenie 32D43 oznacza tender o pojemności 32 m³ wody, czteroosiowy, konstrukcja zatwierdzona w 1943 r. (jest to tender zaprojektowany podczas II wojny światowej dla lokomotyw wojennych serii 52, powojenne oznaczenie – Ty2).
Zarówno w przypadku parowozów polskich, jak i konstrukcji obcych, oznaczenie serii – zarówno parowozu jak i tendra – było umieszczone na tabliczce metalowej. Nad nią umieszczano godło, pod nią numer kolejny parowozu. Pierwotnie tabliczki te były czarne z białymi literami, a w przypadku tabliczek mosiężnych – nie malowane. Parowozy Ok22 posiadały oryginalne tabliczki aluminiowe, stąd też w okresie przedwojennym eksploatowano je z tabliczkami w oryginalnym metalicznym kolorze. Zwyczaj malowania tabliczek na biało-czerwono (czerwone tło i białe litery) jest stosunkowo późny. Pojawił się dopiero w latach powojennych.

## Tabor wąskotorowy PKP

### Oznaczenia parowozów

#### Od 1961 roku
Odmienny system oznaczeń stosuje się do oznaczania parowozów wąskotorowych. Powyższe regulują postanowienia "Przepisów o znakowaniu taboru wąskotorowego" Nr WM 11, zatwierdzone zarządzeniem Ministra Komunikacji, obowiązujące od 1 stycznia 1961 roku. I tak:
- pierwsza litera (wielka) oznacza rodzaj parowozu:
  - P – parowóz pracujący stale z tendrem doczepnym[3]
  - T – parowóz tendrzak
- druga litera (mała) oznacza układ osi napędnych:[3]
  - y – trzy osie
  - x – cztery osie
  - w – pięć osi
  - jeśli parowóz liczył tylko dwie osie napędne, po literze T lub P nie stosuje się żadnej litery
- trzecia (a w przypadku parowozów dwuosiowych – druga) litera oznacza układ osi tocznych (o ile parowóz je posiada):[3]
  - a – oś toczna z przodu
  - b – oś toczna z tyłu
  - n – oś toczna z przodu i tyłu
- liczba na końcu oznacza zakres mocy parowozu (1-9), lub dla parowozów pochodzenia polskiego, dwie ostatnie cyfry roku zatwierdzenia dokumentacji (20-60)[2]
- litera u zamiast liczby oznaczała parowóz z dostaw UNRRA[2] (np. Pxu)

Cyfry oznaczające zakresy mocy parowozów (od 1961 roku):
1. – do 60 KM
2. – 61 – 80 KM
3. – 81 – 100 KM
4. – 101 – 120 KM
5. – 121 – 150 KM
6. – 151 – 180 KM
7. – 181 – 220 KM
8. – 221 – 300 KM
9. – powyżej 300 KM

I tak np. parowóz o układzie osi 1C (1-3-0) z tendrem doczepnym to Pya (np. Pya2), tendrzak o układzie osi B (0-2-0) to T (np. T2).
Ponadto, numery inwentarzowe parowozów wąskotorowych nosiły informację o ich szerokości toru:
600 mm – numery z zakresu 0001-1000
750 mm – numery z zakresu 1001-2000
785 mm – numery z zakresu 2001-2800
800 mm – numery z zakresu 2801-3000
1000 mm – numery z zakresu 3001-4000

#### 1947-1960
W latach 1947–1960 stosowano podobny system, lecz różniący się szczegółami w zakresie oznaczeń układu osi oraz mocy parowozów (np. według przykładów podanych przez B. Pokropińskiego: 1 – moc do 90 KM, 2 – moc do 150 KM, 6 – moc do 360 KM, 8 – moc powyżej 400 KM; generalnie przed 1961 rokiem parowozy miały niższe oznaczenia cyfrowe). Ponadto, część przedwojennych parowozów polskich nosiła wtedy także oznaczenia w zależności od mocy (np. Tx3-427).
Z analizy zmian oznaczeń lokomotyw wynika, że w latach 1947-1960 litery y, x, w oznaczały liczbę wszystkich osi parowozu, nie tylko wiązanych (odpowiednio trzy, cztery, pięć osi), a litery a, b, n doprecyzowywały, czy parowóz ma osie toczne i jak umieszczone, analogicznie, jak w systemie opisanym wyżej. Parowozy z samymi osiami wiązanymi miały więc takie same oznaczenia literowe w obu systemach, a różnice dotyczyły parowozów z osiami tocznymi. Przykładowo, tendrzak z czterema osiami, w tym trzema wiązanymi i ostatnią toczną  (układ osi C'1) nosił do 1961 roku oznaczenie Txb, a od 1961 roku – Tyb. Niespotykanym po 1961 roku oznaczeniem układu osi było yy, oznaczające parowóz z sześcioma osiami (dwa razy "y") – przykładem był Tyyn1 (od 1961 roku – Txn8). Parowóz z tendrem o układzie osi 2'C nosił oznaczenie Pwaa.
Należy zwrócić uwagę, że zarówno przed 1961, jak i po, czasami numery były nadawane błędnie lub niekonsekwentnie, np. parowóz T3-1043 (później T4) o mocy zaledwie 90 KM oraz parowóz Tyy1 o mocy 250 KM.

#### Do 1947 roku
Przed II wojną światową, od 1926 roku parowozy wąskotorowe PKP były oznaczane od ich liczby osi wiązanych oznaczonej literą (np. D), z kolejnym numerem serii (np. D7) i numerem inwentarzowym. Pierwsza cyfra czterocyfrowego numeru inwentarzowego oznaczała dyrekcję kolei: 0 – Warszawa (pomijane), 1 – Radom, 2 – Katowice, 3 – Lwów, 4 – Wilno. Wcześniej parowozy wąskotorowe nosiły oznaczenia poprzednich zarządów.
Podczas okupacji niemieckiej, parowozy przejęte przez koleje niemieckie (DRG) oznaczane były serią 99 i kolejnym numerem (oznaczenia te przetrwały do 1947 roku). Parowozy kolei prywatnych i lokalnych nosiły nazwy własne lub oznaczenia taborowe poszczególnych kolei, często poprzedzone skrótem nazwy kolei.

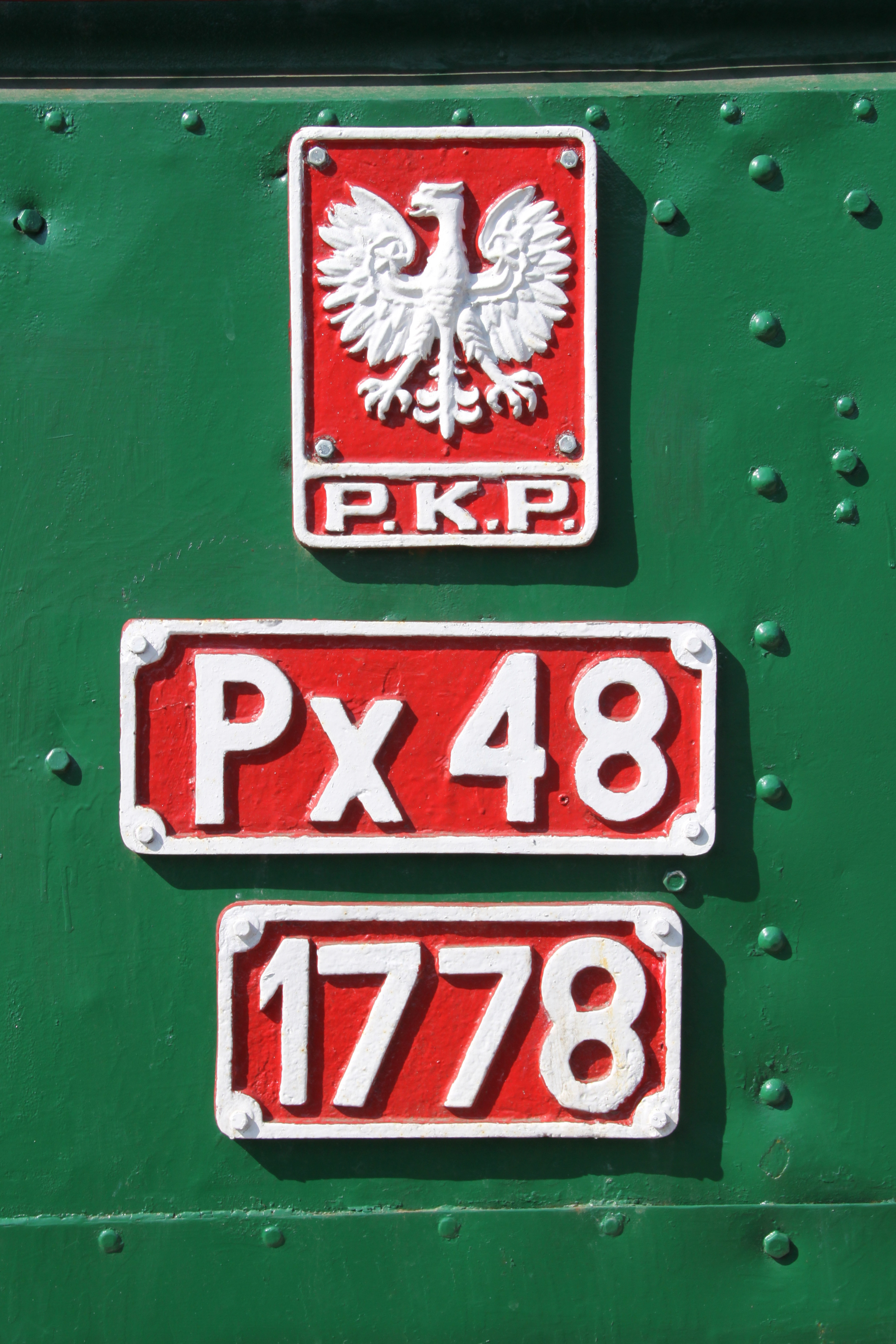
Tabliczka parowozu wąskotorowego Px48-1778

#### Sposób znakowania
Parowozy wąskotorowe starszych serii, a przede wszystkim na tor o szerokości 600 mm, jak też i wąskotorowe maszyny przemysłowe nie posiadały często w ogóle tabliczek. Najczęściej oznaczenia te malowano białą farbą na budce maszynisty i skrzyni wodnej tendra. W nowszych seriach budkę maszynisty zdobiła tabliczka z biało-czerwonym wizerunkiem orła z umieszczonym pod nim napisem "P.K.P." – jak na zdjęciu.

### Oznaczenia tendrów
Tendry oznacza się według przykładowego schematu:
Pt6x48,
przy czym:
- pierwsza litera (wielka) – rodzaj parowozu, do jakiego tender jest przeznaczony:
  - P – tender do parowozu przystosowanego do pracy z tendrem
  - Z – tender do parowozu tendrzaka jako dodatkowy zbiornik węgla i wody
- druga litera – zawsze t
- cyfra – oznaczająca liczbę metrów sześciennych wody, którą może pomieścić tender
- litera (mała) – liczba osi tendra:
  - x – cztery osie
  - y – trzy osie
  - brak – dwie osie
- liczba – tak w przypadku tendra jak i w przypadku parowozu, ostatnie cyfry w oznaczeniu serii określały – w przypadku parowozów/tendrów – polskiej konstrukcji – datę zatwierdzenia konstrukcji, w przypadku obcych konstrukcji – moc parowozu.

W praktyce oznaczenia tendrów według powyższego schematu były niezwykle rzadko spotykane. Chodzi tu o trzeci w kolejności symbol – cyfrę oznaczającą pojemność wodną tendra. Kilka takich tendrów pracujących z parowozami Px48 (a więc oznaczonych jako Pt6x48) spotkać można było na kolejach pomorskich. Najczęściej jednak spotykano oznaczenia bez ww. symbolu. I tak współpracujące z parowozem Px48 tendry oznaczano jako Ptx48, a z siostrzaną serią Px49 – jako Pty49 (zamiast Pt4y49).

## Parowozy przemysłowe
W przypadku parowozów używanych w przemyśle i leśnictwie, a przed II wojną światową także na kolejach powiatowych i prywatnych (nie podlegających PKP), nie stosowano jednolitego systemu ich oznaczania, natomiast zależał on od użytkownika. Najczęściej umieszczano na nich numery fabryczne parowozu lub kotła, a część lokomotyw otrzymywała własne numery inwentarzowe kolei lub zakładu. Część kolei przemysłowych i leśnych oznaczała parowozy literami oznaczającymi rodzaj i układ osi zaczerpniętymi z systemu oznaczeń PKP, lecz bez oznaczeń cyfrowych serii, połączonymi z numerem fabrycznym. I tak np. parowozy normalnotorowe typu Śląsk były oznaczane jako TKp – a więc parowóz tendrzak towarowy o układzie osi D (0-4-0). Parowozy Ferrum, często spotykane na bocznicach zakładów przemysłowych, oznaczano najczęściej jako TKh (a więc parowóz tendrzak towarowy o układzie osi C (0-3-0)) lub też rzadziej – na "modłę" PKP – jako TKh49. Częste przykłady oznaczeń parowozów wąskotorowych to Ty dla parowozów Las (tendrzak o trzech osiach napędnych), Tx dla parowozów HF (tendrzak o czterech osiach napędnych).
Parowozy budowane dla przemysłu najczęściej nie miały tabliczek, lecz malowane numery. Niektóre maszyny posiadały tabliczki, ale były one najczęściej przerabiane z maszyn PKP.